# Giorgia Tomassi
Giorgia Tomassi (* 1970 in Neapel) ist eine italienische Pianistin. 

## Leben
Ersten Klavierunterricht erhielt sie von ihrer Mutter und studierte dann am Konservatorium in Mailand. Vervollständigt wurde ihre Ausbildung an der Accademia Pianistica Internazionale „Incontri col Maestro“ in Imola unter der Leitung von Franco Scala. Im Jahr 1992 gewann sie die Arthur Rubinstein International Piano Master Competition in Tel Aviv. Konzerte führten sie in verschiedene europäische Länder sowie in die USA, Brasilien, Chile, Uruguay, Südkorea und Japan. 
Unter ihren CD-Veröffentlichungen sind Werke von Nino Rota mit dem Orchester des Teatro alla Scala unter der Leitung von Riccardo Muti, außerdem ein Live-Mitschnitt der Paganini-Variationen von Witold Lutosławski, die sie im Duo mit Martha Argerich spielte.

## Diskographie
- Frédéric Chopin, Etüden op. 10 und 25; Johannes Brahms, Paganini-Variationen op. 35 – EMI (2000)